# هيئة آثار إسرائيل

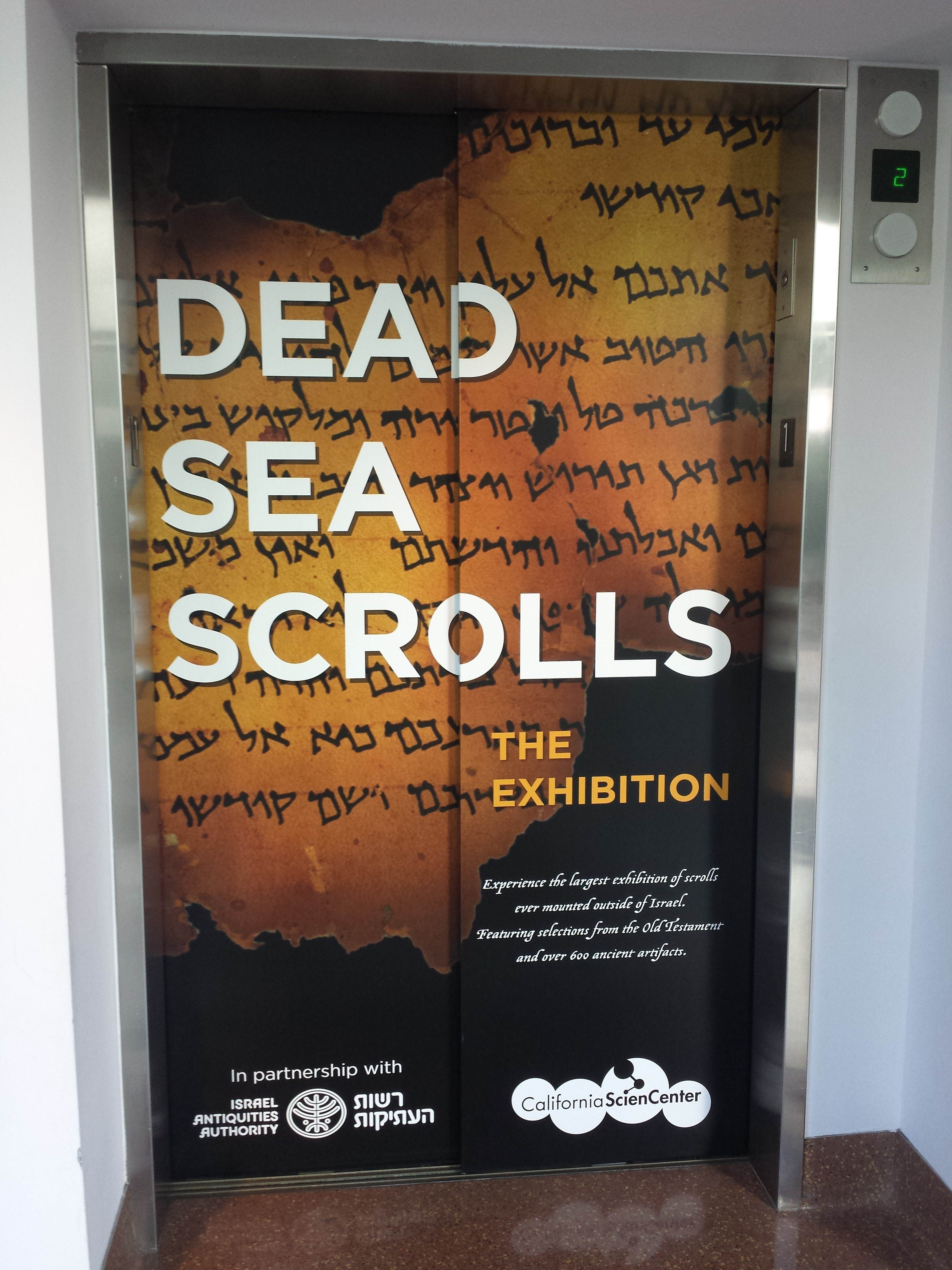
ملصق باب المصعد لمعرض مخطوطات البحر الميت في مركز كاليفورنيا للعلوم في لوس أنجلوس. نص في أسفل اليسار يقول «بالشراكة مع سلطة الآثار الإسرائيلية». تم الإعلان عن المعرض كأكبر معرض على الإطلاق لفائف خارج إسرائيل.

هيئة الآثار الإسرائيلية (IAA) (بالعبرية: רשות העתיקות) (بالعربية: دائرة الآثار) قبل عام 1990 ( كانت دائرة الآثار الإسرائيلية) هيئة حكومية إسرائيلية مستقلة مسؤولة عن إنفاذ قانون الآثار لعام 1978. ينظم IAA أعمال التنقيب والحفظ، ويعزز البحث. المدير العام هو شوكا دورفمان وتقع مكاتبها في متحف روكفلر.
تخطط هيئة الآثار الإسرائيلية للانتقال إلى مبنى جديد للحرم الوطني للآثار في القدس ، بجوار المتحف الإسرائيلي.

## التاريخ
تأسست دائرة الآثار والمتاحف الإسرائيلية (IDAM) التابعة لوزارة التربية والتعليم في 26 يوليو 1948 ، بعد قيام دولة إسرائيل. تولى مهام قسم الآثار في الانتداب البريطاني في إسرائيل. في الأصل، كانت أنشطتها تستند إلى قوانين إدارة الانتداب البريطاني للآثار.
كان IDAM لل سلطة القانونية المسؤولة عن الآثار الإسرائيلية وإدارة المتاحف الصغيرة. وتشمل وظائفها الإشراف على مجموعة الآثار الحكومية، وتخزينها، والحفاظ على قائمة بمواقع الآثار المسجلة، وتفقد مواقع الآثار وتسجيل المواقع المكتشفة حديثًا، وإجراء عمليات الإنقاذ والإنقاذ لمواقع الآثار المهددة بالانقراض، والحفاظ على مكتبة أثرية ( مكتبة الدولة) ، والحفاظ على الأرشيف.
نشرت نتائج الحفريات في ثلاث مجلات: كتيب من قسم الآثار العبرية ، عفا عليها الزمن الآن، عتيقوت [العبرية والإنجليزية] ، لا يزال نشرها، وهاداشوت أرخيليجوت [العبرية والإنجليزية] - لا تزال منشورة، على شبكة الإنترنت. قامت IDAM أيضًا بتمويل وإدارة المسح الأثري لإسرائيل ونشر نتائج أعمالها في الخرائط التي تغطي 10   كم² من دولة إسرائيل.
تم إنشاء سلطة الآثار الإسرائيلية (IAA) من IDAM من قبل الكنيست (البرلمان الإسرائيلي) في قانون عام 1990. أصبح أمير دروري أول مخرج له. وفاء IAA بالالتزامات القانونية لـ IDAM وفي الأيام الأولى تم توسيعها بشكل كبير من العدد الأساسي للعمال في IDAM إلى مكمل أكبر بكثير، لتشمل وظائف المسح الأثري لإسرائيل. استمرت فترة التوسع لعدد من السنوات، ولكن تبعتها فترة تقلص فيها الموارد المالية وانخفاض التمويل أدى إلى تخفيضات كبيرة في حجم القوى العاملة وأنشطتها.

## الحرم الجامعي الوطني للآثار إسرائيل

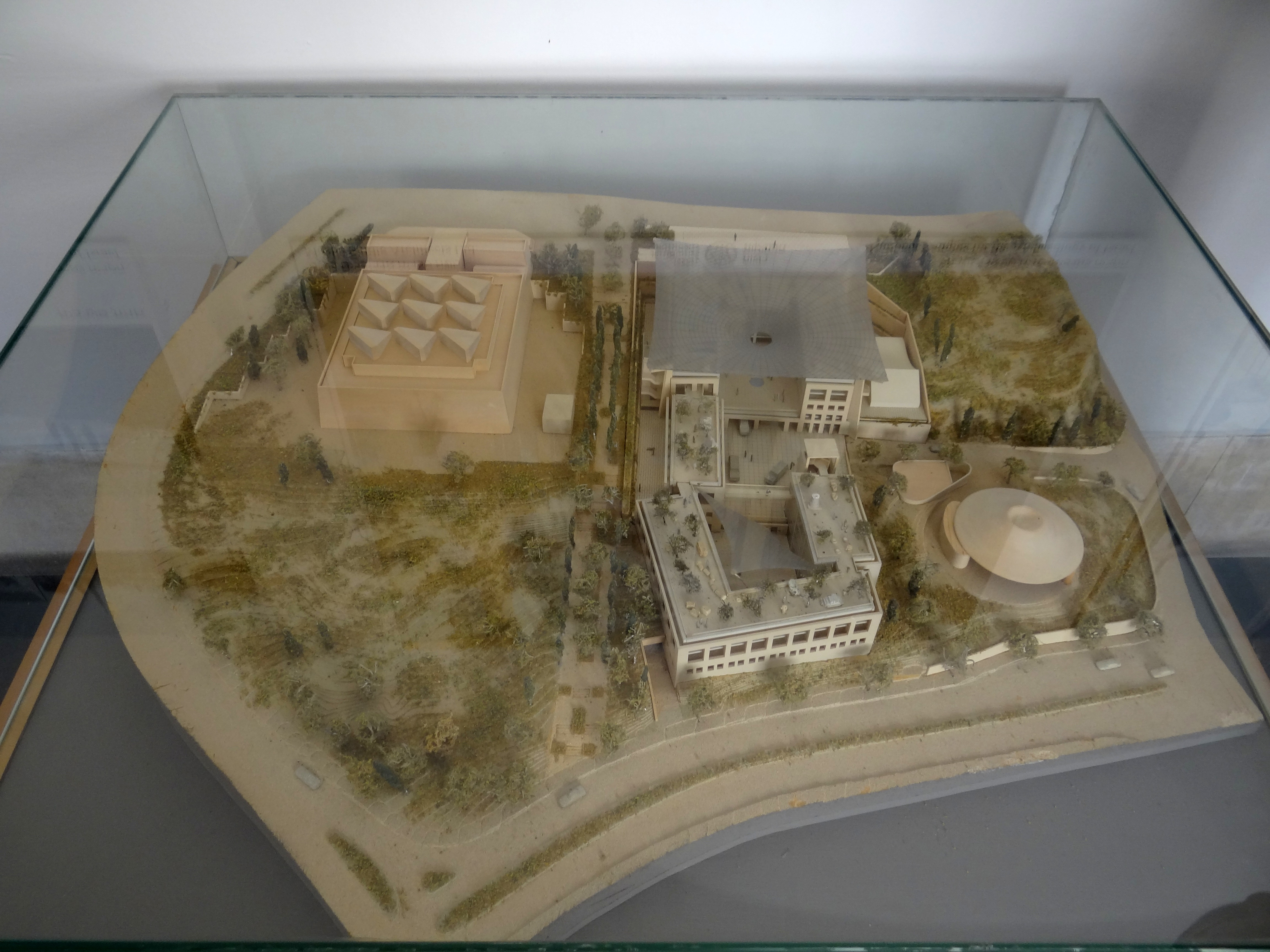
نموذج للحرم الوطني للآثار إسرائيل بنيت بجوار متحف أراضي الكتاب المقدس.

حرم جاي وجيني شوتينشتاين الوطني للآثار في إسرائيل هو مبنى المستقبل لل IAA ، تهدف إلى تركيز جميع المكاتب الإدارية المركزية في هيكل واحد. تم تخطيط الحرم الجامعي على مساحة 20000 متر مربع بين متحف إسرائيل ومتحف أراضي الكتاب المقدس في القدس من قبل المهندس المعماري موشيه سافي .

## الهيكل التنظيمي
تتكون منظمة IAA من:
- إدارة
- نائب مدير الآثار
- مكاتب IAA الإقليمية (المنطقة الشمالية، المنطقة الوسطى، منطقة القدس، وحدة الآثار البحرية والمنطقة الجنوبية)
- قسم الحفريات والمسوحات
- قسم معالجة التحف
- قسم الحفظ
- دائرة الكنوز الوطنية
- قسم تقنية المعلومات
- قسم المنشورات
- وحدة منع السرقة للآثار
- قسم المحفوظات
- مكتبة
- وحدة مواقع الإنترنت IAA
- المالية والشؤون الإدارية
- إدارة التخطيط والتنسيق والرقابة
- فرع الخدمات الإدارية والأمنية
- موظف شؤون الآثار - الإدارة المدنية في يهودا والسامرة

## الإدارة
- شموئيل ييفين، 1948-1961
- أبراهام بيران، 1961-1974
- ابراهام ايتان، 1974-1988
- أمير دروري، 1988-2000

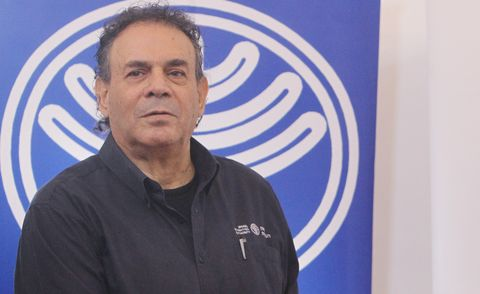
شوكا دورفمان

- يهوشوا (شوكا) دورفمان، 2000 - 31 يوليو 2014
- يسرائيل حسون ، 2014–

### الموظفين الآخرين
- ليفي رحماني، عالم الآثار وكبير القيمين خلال الثمانينات

## أعمال الترميم
يقوم فريق الترميم المكون من ستة أعضاء في IAA باستعادة الأواني الفخارية والمنسوجات والأشياء المعدنية وغيرها من الأشياء ذات الصلة بالثقافة المادية للبلد المكتشفة في الحفريات الأثرية. على عكس أقرانهم في جميع أنحاء العالم، يُمنع القانون في إسرائيل الفريق في إسرائيل من العمل مع رفات البشر.

## روابط خارجية
- هيئة الآثار الإسرائيلية - الموقع الرسمي.
- Eisenbrauns - الموزع الرسمي لمنشورات IAA في أمريكا الشمالية
- حرم جاي وجيني شوتينشتاين الوطني للآثار في إسرائيل على موقع هيئة الآثار الإسرائيلية.